# Longitudinal redundancy check
Nelle telecomunicazioni, un controllo di ridondanza longitudinale (in inglese Longitudinal redundancy check, LRC) o controllo di ridondanza orizzontale (HRC) è una forma di controllo di ridondanza che si applica indipendentemente a ciascuno dei gruppi paralleli di bit di un flusso dati. I dati devono essere divisi in blocchi di trasmissione, ai quali il blocco di controllo addizionale viene accodato.

## Descrizione
Il termine solitamente si applica a un singolo bit di parità per bit di flusso, altresì può essere utilizzato per riferirsi a un più grande codice di Hamming. Mentre questo tipo di controllo di parità può essere usato per il controllo degli errori, può essere combinato con controlli addizionali (come ad esempio il controllo trasversale di ridondanza) per correggere gli errori.
Lo standard di telecomunicazioni ISO 1155 stabilisce che un controllo di ridondanza longitudinale per una sequenza di bytes può essere calcolato via software con il seguente algoritmo:
```
Set LRC = 0
For each byte b in the buffer
do
  Set LRC = (LRC + b) AND 0xFF
  end do
  Set LRC = (((LRC XOR 0xFF) + 1) AND 0xFF)
```

Che può essere espresso come "il valore del complemento a due degli otto bit della somma di tutti i byte modulo {\displaystyle 2^{8}}".
Un LRC a otto bit come questo è l'equivalente di un controllo di ridondanza ciclica usando il polinomiale {\displaystyle x^{8}+1}, ma è meno chiara l'indipendenza del flusso dei dati se visto in questo modo.
Molti protocolli usano un meccanismo simile al controllo di ridondanza longitudinale (spesso chiamato carattere di controllo o BCC), incluso lo standard IEC 62056-21 per le letture elettriche, le smart card come definito nello standard ISO 7816 e i protocolli di gestione e accesso di dispositivi (per esempio ModBus).

## C#
```
/// <summary>

/// Calcolo del Controllo di ridondanza longitudinale (LRC) per un array di byte.

/// Attenzione: nessuna garanzia viene fornita per questo codice. Controlla e verifica il codice prima di utilizzarlo.

/// </summary>

public
 
static
 
byte
 
calculateLRC
(
byte
[]
 
data
)

{

    
/* https://gist.github.com/953550

     * http://en.wikipedia.org/wiki/Longitudinal_redundancy_check

     */

    
byte
 
lrc
 
=
 
0
x00
;

    
for
 
(
int
 
i
 
=
 
0
;
 
i
 
<
 
data
.
Length
;
 
i
++
)

    
{

        
lrc
 
^=
 
data
[
i
];

    
}

    
return
 
lrc
;

}

```

## Java
```
/**

 * Calcola la cifra di controllo in ottemperanza allo standard ISO 1155

 * Maggiori informazioni: http://en.wikipedia.org/wiki/Longitudinal_redundancy_check

 * @param data array di cui calcolare la cifra di controllo

 * @return restituisce la cifra calcolata in formato byte

 */

public
 
byte
 
calculateLRC
(
byte
[]
 
data
)
 
{

    
byte
 
checksum
 
=
 
0
;

    
for
 
(
int
 
i
 
=
 
0
;
 
i
 
<=
 
data
.
length
 
-
 
1
;
 
i
++
)
 
{

        
checksum
 
=
 
(
byte
)
 
((
checksum
 
+
 
data
[
i
]
)
 
&
 
0xFF
);

    
}

    
checksum
 
=
 
(
byte
)
 
(((
checksum
 
^
 
0xFF
)
 
+
 
1
)
 
&
 
0xFF
);

    
return
 
checksum
;

}

```

## C
```
unsigned
 
char
 
calculateLRC
(
unsigned
 
char
 
*
buf
,
 
unsigned
 
int
 
n
){

 
unsigned
 
char
 
checksum
 
=
 
0
;

 
while
(
n
>
0
){

  
checksum
 
+=
 
*
buf
++
;

  
n
--
;

 
}

 
return
 
((
~
checksum
)
 
+
 
1
);

}

```

## Python
```
'''

Calcolo del Controllo di ridondanza longitudinale (LRC) per un array di byte.

'''

def
 
calculate_LRC
(
data
):

    
lrc
 
=
 
0x00

    
for
 
element
 
in
 
data
:

        
lrc
^=
element

    
return
 
lrc

lrc
 
=
 
calculate_LRC
([
ord
(
'H'
),
ord
(
'E'
),
ord
(
'L'
),
ord
(
'L'
),
ord
(
'O'
)])

print
 
lrc

```